# SEAT Salsa
SEAT Salsa – samochód koncepcyjny marki SEAT zaprezentowany podczas Międzynarodowego Salonu Samochodowego w Paryżu w 2000 roku.
Pojazd był stylistyczną bazą dla Leóna II generacji oraz Altei.
Pokrywa bagażnika przymocowana była za pomocą jednego, bardzo dużego zawiasu, a szyby pozbawiono ramek. W 2002 roku odnowiono pojazd nakładając na niego nową karoserię w czerwonym kolorze. 
Auto z 2000 roku wyposażone było w system MDC – Multi Driving Concept. Dzięki niemu możliwe było wybranie jednego z trzech trybów jazdy. W trybie ekonomicznym oraz miejskim skrzynia biegów pracowała automatycznie. Dodatkowo podczas jazdy po mieście ekran na desce rozdzielczej służył jako centrum komunikacyjne. Natomiast w trybie sportowym nawigacja chowała się, a samochód miał ostrzej nastawione zawieszenie i agresywniej brzmiący oraz ostrzej pracujący silnik, a skrzynia biegów przechodziła w tryb manualny.
Silnik i napęd:
- Typ: V6
- Ustawienie: z przodu, poprzecznie
- Rozrząd: DOHC, 4 zawory na cylinder
- Objętość skokowa: 2791 cm³
- Moc maksymalna: 250 KM
- Objętościowy wskaźnik mocy: 89,57 KM/l
- Maksymalny moment obrotowy: 300 Nm
- Skrzynia biegów: 5-biegowa, automatyczna
- Typ napędu: na wszystkie koła

Hamulce i koła:
- Hamulce przednie: tarczowe, wentylowane
- Hamulce tylne: tarczowe

Osiągi:
- Przyspieszenie 0-100 km/h: 7,5 s
- Prędkość maksymalna: 245 km/h